# Petroleros de Barinas
Petroleros de Barinas es el nombre que recibe uno de los 23 equipos de la Liga Nacional Bolivariana de Béisbol, tiene su sede en el Estadio Cuatricentario con capacidad para 15.000 espectadores, localizado en la ciudad de Barinas en el estado del mismo nombre al occidente de Venezuela.
Se ubica en la Conferencia Centro Occidental en la división llamada Llanera Andina. El equipo fue creado en el año 2009 y posee dos títulos en esta liga conseguidos en los años 2011 y 2012.

## Títulos Obtenidos
Palmarés Local
2 Títulos Locales
- 2011
- 2012